# Cantone di Morestel
Il Cantone di Morestel è una divisione amministrativa dell'arrondissement di La Tour-du-Pin.
A seguito della riforma approvata con decreto del 18 febbraio 2014, che ha avuto attuazione dopo le elezioni dipartimentali del 2015, è passato da 18 a 25 comuni.

## Composizione
I 18 comuni facenti parte prima della riforma del 2014 erano:
- Arandon
- Les Avenières
- Le Bouchage
- Bouvesse-Quirieu
- Brangues
- Charette
- Courtenay
- Creys-Mépieu
- Montalieu-Vercieu
- Morestel
- Passins
- Porcieu-Amblagnieu
- Saint-Sorlin-de-Morestel
- Saint-Victor-de-Morestel
- Sermérieu
- Vasselin
- Veyrins-Thuellin
- Vézeronce-Curtin

Dal 2015 i comuni appartenenti al cantone sono passati a 25, ridottisi a 24 dal 1º gennaio 2016 per effetto della fusione dei comuni di Les Avenières e Veyrins-Thuellin che hanno formato il nuovo comune di Les Avenières-Veyrins-Thuellin:
- Arandon
- Les Avenières-Veyrins-Thuellin
- La Balme-les-Grottes
- Le Bouchage
- Bouvesse-Quirieu
- Brangues
- Charette
- Corbelin
- Courtenay
- Creys-Mépieu
- Parmilieu
- Passins
- Montalieu-Vercieu
- Morestel
- Optevoz
- Porcieu-Amblagnieu
- Saint-Sorlin-de-Morestel
- Saint-Victor-de-Morestel
- Sermérieu
- Soleymieu
- Vasselin
- Vertrieu
- Vézeronce-Curtin
- Vignieu